# Telecine
Telecine [ˈtɛliˌsɪni] (von engl. tele[vision], „Fernsehen“, und cine[ma], „Kino“) bezeichnet den Vorgang, einen Film optisch abzutasten, um ein analoges oder digitales Videosignal zu gewinnen. Wichtiges Verfahren hierzu ist das 3:2-Pull-down (beim NTSC-System). Dabei wird ein Filmabtaster eingesetzt.

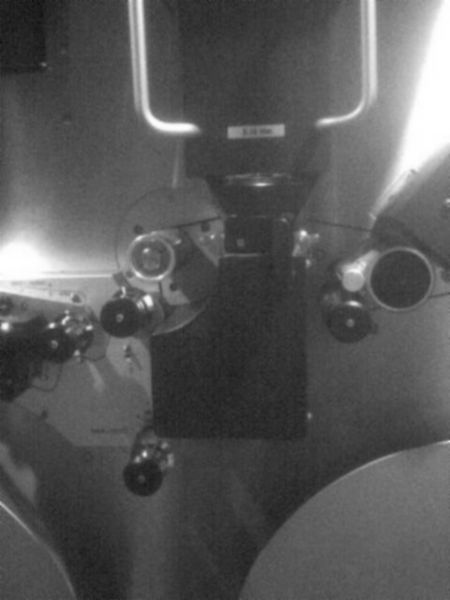
Abtaster
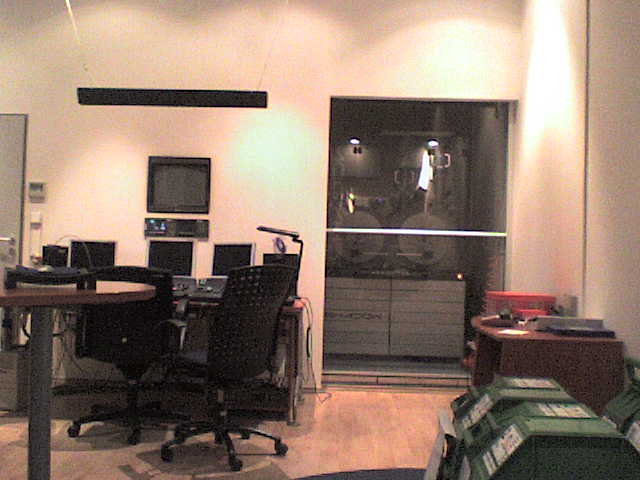
Arbeitsplatz